# مفيد عبد ربه
مفيد عبد ربه (1376- 1446 هـ / 1956- 2024 م) سياسي وبرلماني فلسطيني، كان عضوًا في المجلس التشريعي الفلسطيني الأول مُن عام 1996 إلى 2006، وعضوًا في المجلس الوطني الفلسطيني في منظمة التحرير الفلسطينية، وقياديًّا في حركة فتح.

## ولادته ونشأته
ولد أبو عَمرو، مفيد بن يوسف بن محمد عبد ربه في مخيَّم طولكرم، يوم الأحد 10 ربيع الأول 1376هـ الموافق 14 أكتوبر (تشرين الأول) 1956م، لأسرة من قرية قاقون في قضاء طولكرم.
أنهى دراسته الثانوية في مدارس طولكرم، والتحقَ بجامعة بيرزيت في الضفة الغربية للدراسة، وتولَّى عام 1980 رئاسة مجلس الطلبة في الجامعة حتى عام 1983. وكان أحدَ مؤسسي حركة الشبيبة الفتحاوية الطلَّابية، وقائدًا للحَراك الوطني الفلسطيني، وزرع البذور الأولى للجان الشعبية للعمل الاجتماعي في مخيَّمات الضفة وقراها وشوارعها وأزقتها، حاملًا رسالة الحركة الطلابية الفلسطينية انطلاقًا من جامعة بيرزيت ليجتاح بهم الحركة الوطنية ويقودها معهم أيام كان رئيسًا لمجلس الطلبة. وقد اعتقلته قوَّاتُ الاحتلال الإسرائيلي قرابة ثلاث سنوات في سجن بئر السبع ضمن مجموعة اعتُقلت في أواخر السبعينيات من القرن الماضي.

## أعماله ومناصبه
مع إنشاء السلطة الوطنية الفلسطينية عيَّنه الرئيس الفلسطيني ياسر عرفات مديرًا عامًّا في وِزارة الشباب والرياضة الفلسطينية (العلاقات العامة)، في 9 نوفمبر 1994، ثم في 1 أغسطس 1995 عيَّنه مديرًا عامًّا للوِزارة نفسها.
انتُخب عبد ربه عضوًا في المجلس التشريعي الفلسطيني الأول من عام 1996 إلى 2006، وكان قد ترشَّح في الانتخابات العامَّة الفلسطينية عام 1996 مستقلًّا في دائرة محافظة طولكرم وحصل على 8,422 صوتًا، وهو عضو في المجلس الوطني الفلسطيني في منظمة التحرير الفلسطينية.
اعتمدت اللجنة المركزية لحركة فتح في 29 يناير 2006، قرارَ المجلس الثوري السادس لحركة فتح الصادر في 7 نوفمبر 2005، اعتبارَ كل من رشَّح نفسه للانتخابات التشريعية الفلسطينية الثانية، ولم يلتزم بقرارات الحركة، خارجَ صفوف الحركة وأطُرها. ولكن في 7 فبراير 2007، قرَّر أمين سرِّ اللجنة المركزية لحركة فتح فاروق القدومي إعادةَ الاعتبار التنظيمي لكلِّ من فُصِل من الحركة عام 2006 لترشُّحه خارج كتلة حركة فتح البرلمانية في الانتخابات التشريعية الفلسطينية 2006.
سافر إلى أمريكا قبل وفاته بمدة، حيث كان أبناؤه يدرسون هناك.

## وفاته ونعيه
تُوفي مفيد عبد ربه في ولاية فلوريدا بالولايات المتحدة الأمريكية، يوم الأربعاء 24 صفر 1446هـ الموافق 28 أغسطس (آب) 2024، عن عمر ناهز 69 سنة هجرية.
ونعَته حركة التحرير الوطني الفلسطيني فتح في إقليم طولكرم.